# Gele berkenrussula
De gele berkenrussula (Russula claroflava) is een paddenstoel uit de familie Russulaceae. Hij verschijnt in de zomer en herfst, meestal bij berken (Betula) of populieren (Populus), in bossen en op heide, bij voorkeur op wat vochtiger plaatsen.

## Taxonomie
Het werd in 1888 beschreven door William Bywater Grove, op basis van een exemplaar uit Sutton Park in de Engelse Midlands.

## Kenmerken

### Uiterlijke kenmerken
Hoed
De hoed is eigeel en heeft een diameter van 4-10 cm. Het is het enigszins plakkerig als het vochtig en bladeren en ander vuil blijven er vaak aan kleven. Bij volwassen exemplaren is het midden van ingezakt en de rand gegroefd. 
Steel
De 4-10 cm hoge steel is wit, vrij stevig, recht en 1-2 cm dik. 
Lamellen
De lamellen zijn bleek oker. Alle delen worden grijs of zwart bij veroudering.
Geur en smaak
De geur is fruitig. Deze paddenstoel is eetbaar en heeft een milde smaak.
Sporenprint
De sporenprint is half oker (IIIc volgens de Schaal van Romagnesi)

### Microscopische kenmerken
De sporen zijn elliptisch, 9-12 µm lang en 7,5-10 µm breed. Meestal zijn de sporen 1,5-2 µm langer dan dat ze breed zijn. De sporen zijn geornamenteerd met grove, tot 1 µm hoge, dicht opeengepakte, stekelige wratten die door talrijke fijne lijntjes met elkaar verbonden en hiermee een redelijk goed ontwikkeld netwerk voormen. De basidia zijn 50-53 µm lang en 11 µm breed. De bolvormige of knotsvormige cystidia zijn stomp of naar boven gericht, 55-72 µm lang en 7-9 µm breed. In sulfovanilline worden de cystiden blauw.

## Vergelijkbare soorten
Hij lijkt op Russula ochroleuca, maar deze heeft een okergele hoed, die in het midden vaak iets groener wordt; redelijk heet, gepeperd vruchtvlees.

## Verspreiding
De gele berkenrussula is een holarctische, gematigde tot boreale soort en komt voor in Noord-Azië (Kaukasus en Siberië), Noord-Amerika (Canada, Verenigde Staten, Mexico) en Europa. In Zuid-Europa is het meestal afwezig, in Oost-Europa (Wit-Rusland) is het zeldzaam, in Groot-Brittannië, Noordwest- en Midden-Europa komt het verspreid voor, in Noord-Europa (Scandinavië, Estland, Noord-Rusland) is het wijdverbreid en strekt het zich in Zweden uit tot ver als Lapland.
In Nederland komt hij algemeen voor. Hij is niet bedreigd en staat niet op de rode lijst.

## Naam
De soortaanduiding claroflava komt van de Latijnse woorden clarus, dat "helder" betekent en het woord flava, dat "geel" betekent. De genusnaam Russula betekent "roodachtig" en is niet van toepassing op deze specifieke soort.

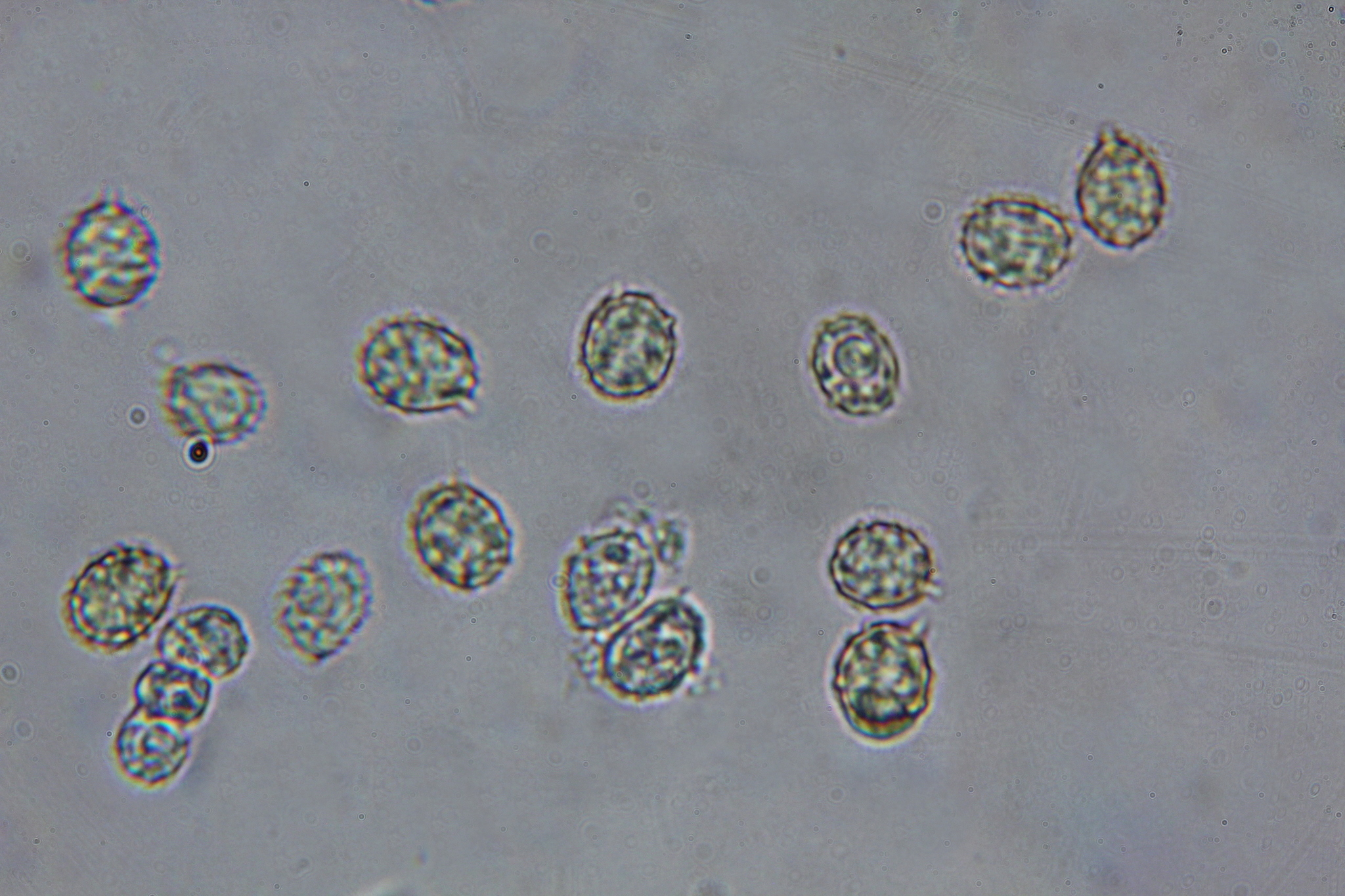
Sporen